# Брезовці (Дорнава)
Брезовці (словен. Brezovci) — поселення в общині Дорнава, Подравський регіон‎, Словенія.